# Zespół obcego akcentu
Syndrom obcego akcentu – rzadki zespół chorobowy, występujący w następstwie uszkodzeń mózgu spowodowanych np. jego udarami lub urazami. Odnotowano także dwa przypadki, kiedy był następstwem zaburzeń rozwojowych.
Objawy polegają na nabyciu akcentu lub wymowy w języku ojczystym, który brzmi jak obcy akcent (zagraniczny lub z innego regionu tego samego kraju). Dokładna przyczyna nie jest znana, mogą nią być uszkodzenia w obszarze mózgu odpowiedzialnym za mowę (w rezultacie zmianie ulega barwa głosu czy wymowa) lub częściowa utrata zdolności motorycznych, prowadząca do problemów z wymową niektórych sylab.
Istnieje kilkadziesiąt zarejestrowanych przypadków wystąpienia syndromu. Jedne z najnowszych dotyczą brytyjskich kobiet, które po silnej migrenie zaczęły mówić z chińskim lub francuskim akcentem.